# クリケット法

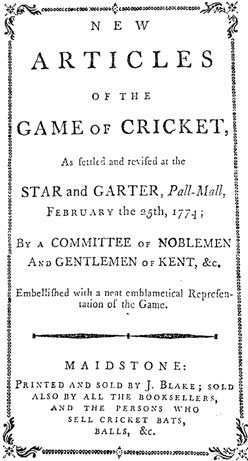
1774年のコード

クリケット法（英語: Laws of Cricket）は、クリケットの競技規則である。1744年に作成され、1788年以降はイギリスのメリルボーン・クリケット・クラブ（MCC）が管理し、所有している。法（law）と名付けられているが、国家の強制力を伴う社会規範ではない。2023年現在、最新版は2017年コード第3版である。

## 概要
クリケット法は、序文、前文、42の法、付録で構成されている。2017年コード第3版からジェンダー平等の観点によって、「バッツマン（batsman）」という打者を表す用語を「バッター（batter）」に変更した。
- 第1条 - 選手（The players）
- 第2条 - 審判（The umpires）
- 第3条 - スコアラー（The scorers）
- 第4条 - ボール（The ball）
- 第5条 - バット（The bat）
- 第6条 - ピッチ（The pitch）
- 第7条 - クリース（The creases）
- 第8条 - ウィケット（The wickets）
- 第9条 - 競技場の準備と維持（Preparation and maintenance of the playing area）
- 第10条 - カバーリング・ザ・ピッチ（covering the pitch）
- 第11条 - インターバル（Intervals）
- 第12条 - プレーの開始、中止（Start of play; cessation of play）
- 第13条 - イニング（Innings）
- 第14条 - フォロー・オン（The follow-on）
- 第15条 - 宣言と没収（Declaration and forfeiture）
- 第16条 - 結果（The result）
- 第17条 - オーバー（The over）
- 第18条 - スコアリング・ラン（Scoring runs）
- 第19条 - バウンダリー（Boundaries）
- 第20条 - デッドボール（Dead ball）
- 第21条 - ノーボール（No ball）
- 第22条 - ワイドボール（Wide ball）
- 第23条 - バイ・レッグバイ（Bye and leg bye）
- 第24条 - 野手の欠場・交代（Fielder's absence; Substitutes）
- 第25条 - バッターのイニング・ランナー（Batter's innings; Runners）
- 第26条 - プラクティス・オン・ザ・フィールド（Practice on the field）
- 第27条 - ウィケット・キーパー（The wicket-keeper）
- 第28条 - フィールダー（The fielder）
- 第29条 - ウィケット・イズ・ダウン（The wicket is down）
- 第30条 - バッター・アウト・オブ・ヒズ/ハー・グラウンド（Batter out of his/her ground）
- 第31条 - アピール（Appeals）
- 第32条 - ボウルド（Bowled）
- 第33条 - コート（Caught）
- 第34条 - ヒット・ザ・ボール・トゥワイス（Hit the ball twice）
- 第35条 - ヒット・ウィケット（Hit wicket）
- 第36条 - レッグ・ビフォア・ウィケット（Leg before wicket, LBW）
- 第37条 - オブストラクティング・ザ・フィールド（Obstructing the field）
- 第38条 - ランアウト（Run out）
- 第39条 - スタンプト（Stumped）
- 第40条 - タイムド・アウト（Timed out）
- 第41条 - アンフェア・プレー（Unfair play）
- 第42条 - 選手の行為（Player's conduct）